# マット・ラポータ
マシュー・ヴィンセント・ラポータ（Matthew Vincent LaPorta, 1985年1月8日 - ）は、アメリカ合衆国・フロリダ州ポートシャーロット出身の元プロ野球選手（一塁手または左翼手）。右投右打。

## 来歴
高校時代は野球の他にアメリカンフットボールのフルバックとしても活躍。
2003年のドラフトでシカゴ・カブスから13巡目で指名を受けるが、入団せずにフロリダ大学へ進学。3年目の2007年には52試合で打率.402、20本塁打、52打点を記録し た。
同年のドラフト1巡目 (全体7位) でミルウォーキー・ブルワーズから指名される。6月25日に、契約金200万ドルで入団に合意した。
この年はA級で23試合に出場してOPS1.142をマークし、オフには「ベースボール・アメリカ」誌からブルワーズで最も有望な選手に選ばれた。
2008年7月8日にCC・サバシアとの交換要員の目玉として、マイナー3選手と共にクリーブランド・インディアンスへ移籍した。8月には北京オリンピックの野球アメリカ合衆国代表として出場し、銅メダルを獲得した。日本との3位決定戦では、和田毅から本塁打を放っている。
2009年5月3日のデトロイト・タイガース戦でメジャーデビュー。しかし、メジャーでは期待に沿う活躍は出来ていない。
2011年も出塁率が3割に届かない数字に終わると、マニー・アクタ監督は、年齢的にも若手とは言えなくなってきたラポータに対して、無条件にチャンスを与えることをやめ、スプリングトレーニングで他の選手とレギュラーの座を争わせる方針を明かした。
2013年11月5日にFAとなった。
2014年2月7日にボルチモア・オリオールズとマイナー契約を結んだ が、3月21日に放出された。その後リーガ・メヒカーナ・デ・ベイスボルのカンペチェ・パイレーツと契約したが、5月13日に解雇となる。

## 年度別打撃成績
| 年 度     | 球 団     | 試 合 | 打 席 | 打 数 | 得 点 | 安 打 | 二 塁 打 | 三 塁 打 | 本 塁 打 | 塁 打 | 打 点 | 盗 塁 | 盗 塁 死 | 犠 打 | 犠 飛 | 四 球 | 敬 遠 | 死 球 | 三 振 | 併 殺 打 | 打 率 | 出 塁 率 | 長 打 率 | O P S |
| --------- | --------- | ----- | ----- | ----- | ----- | ----- | -------- | -------- | -------- | ----- | ----- | ----- | -------- | ----- | ----- | ----- | ----- | ----- | ----- | -------- | ----- | -------- | -------- | ----- |
| 2009      | CLE       | 52    | 198   | 181   | 29    | 46    | 13       | 0        | 7        | 80    | 21    | 2     | 0        | 0     | 2     | 12    | 0     | 3     | 37    | 6        | .254  | .308     | .442     | .750  |
| 2010      | CLE       | 110   | 425   | 376   | 41    | 83    | 15       | 1        | 12       | 136   | 41    | 0     | 0        | 0     | 2     | 46    | 1     | 1     | 82    | 12       | .221  | .306     | .362     | .668  |
| 2011      | CLE       | 107   | 385   | 352   | 34    | 87    | 23       | 1        | 11       | 145   | 53    | 1     | 0        | 0     | 5     | 23    | 1     | 5     | 87    | 2        | .247  | .299     | .412     | .711  |
| 2012      | CLE       | 22    | 60    | 58    | 2     | 14    | 2        | 0        | 1        | 19    | 5     | 0     | 0        | 0     | 0     | 1     | 0     | 1     | 17    | 1        | .241  | .267     | .328     | .594  |
| 通算：4年 | 通算：4年 | 291   | 1068  | 967   | 106   | 230   | 53       | 2        | 31       | 380   | 120   | 3     | 0        | 0     | 9     | 82    | 2     | 10    | 223   | 21       | .238  | .301     | .393     | .694  |